# Капля (остров)
Ка́пля — остров архипелага Северная Земля. Административно относится к Таймырскому Долгано-Ненецкому району Красноярского края.
Расположен у северного побережья острова Пионер в полутора километрах к востоку от мыса Холмистого.
Имеет несколько вытянутую форму длиной около 300 метров. Существенных возвышенностей на острове нет.